# Shannon Hamm
Shannon Hamm (Texas, SAD, 10. prosinca 1967.) američki je death metal-gitarist koji je svirao u sastavu Death od 1996. do njihovog raspada 2001. Zatim se pridružio drugoj skupini Chucka Schuldinera Control Denied, koji je završio Schuldinerovom smrću 13. prosinca 2001. Prije Deatha, bio je lokalno poznati gitarist teksaške underground metal-scene. Bio je posebno dobar prijatelj s Dimebagom Darrellom iz skupine Pantera i Damageplan. 
Dana 12. prosinca 2007. godine, Shannon Hamm je nastupio u nastupu posvećenom godišnjici smrti Chucka Schuldinera. Nastup su organizirali promotori metala Quebeca Capitale du Metal. Bivši gitarist Deatha Bobby Koelble i bivši basist Deatha Scott Clendenin, s Nicholasom Barkerom, iz sastava Cradle of Filth i Dimmu Borgir, također su bili prisutni na nastupu. Većinu gitarskog djela i pjevanja izveli su članovi Symbolic. Emisija je snimljena i dostupna je na DVD-u.
Dana 1. listopada 2009. objavljeno je da je Shannon Hamm doživio ozbiljan srčani udar, dok je bio kod kuće i da je hospitaliziran.

## Diskografija
- Death – The Sound of Perseverance (1998.)
- Control Denied – The Fragile Art of Existence (1999.)